# Догриб (язык)
Догриб (dog-rib с англ. — «собачье ребро»; самоназвание Tłı̨chǫ Yatiì [tɬʰĩtʃʰõ jatʰîː] — «наречие собачьего ребра») — атабаскский язык народа тличо, или догриб, распространённый в Канаде. Является одним из официальных языков, а также крупнейшим коренным языком Северо-Западных территорий Канады. В переписи 2016 года догриб в Канаде назвали родным 1735 человек, из которых 1135 указали, что общаются на языке дома. Степень сохранности языка ЮНЕСКО — есть угроза исчезновения, так как язык не изучается детьми как родной.

## Классификация
Догриб относят к северной группе атабаскских языков.
В классификации североамериканских языков, предложенной американским лингвистом и антропологом Эдуардом Сепиром в 1964 году, догриб считался диалектом языка слэйви, наряду с бейр-лейк и хейр. В настоящее время сложилось, однако, общепринятое мнение о том, что догриб представляет собой отдельный язык. Тем не менее у языка сильное лексическое сходство со слэйви.
Кроме того, догриб близок к языку чипевайан. Носители догриба могут понимать как слэйви, так и чипевайан.

## Современное положение

### Численность носителей
В 2000—2001 численность носителей оценивалась в 1900 человек. Согласно переписи населения 2001 года, на языке говорили 2285 человек. В переписи 2006 года указано 2640 носителей языка. Лингвист Виктор Голла в 2008 году оценил численность носителей в 2470 человек, из которых 1350 используют догриб дома. В переписи 2016 года только 1600 человек в Северо-Западных территориях назвали родным языком догриб, тогда как всего в Канаде это число составило 1735 человек.

### Ареал
Язык распространён в Северных территориях между Большим Невольничьим озером и Большим Медвежьим озером. На нём говорят в шести основных населённых пунктах на территории Правительства Тличо: Йеллоунайф (220 из 19 569 в 2016), Бечоко (790 из 1874 в 2016), Дета (70 из 219 в 2016), Гемети (165 из 278 в 2016), Уэквейти (60 из 129 в 2016) и Уоти (260 из 470 в 2016). Кроме того, точное число носителей языка догриб в Дейлине определить невозможно из-за смешанности со слэйви, в 2016 году ни один житель не назвал догриб родным языком, тогда как слэйви — 295 человек (из 533 человек).
Крупный центр языка — город Йеллоунайф, столица территории Северо-Западные территории. На улицах Йеллоунайфа можно услышать как догриб, так и другие языки коренных народов: кри, слэйви и чипевайан. По переписи 2006 года, в городе было 295 носителей. В 2008 году осталось 220 носителей языка. В переписи 2016 года родным назвали догриб 225 человек. За городом также закрепилось прозвище из догриба — Sǫǫ̀mbak’è, что буквально значит «там, где деньги».
Ещё больше носителей в городе Бечоко. В переписи 2016 года 790 человек назвали родным языком догриб (из 1874 жителей). В 2006 году, однако, в городе было 1115 носителей языка.
По оценке правительства Северо-Западных территорий, на языке говорят 36 % всех носителей коренных языков территории, что делает догриб крупнейшим коренным языком.

### Социолингвистические данные
Догриб является родным для всех взрослых представителей народности и некоторых детей, однако по большей части не изучается детьми как родной. Он преподаётся в некоторых школах. На языке издаётся литература и есть словарь. Используется в церковных служениях в Бечоко.
В 2003 году на языке был напечатан Новый Завет. Это первый перевод Библии на язык коренных народов Северо-западных территорий за более чем сто лет. Есть также аудио-версия Нового Завета и перевод фильма «Иисус».
В 2011 году 12 % носителей были монолингвами, а именно 250 человек из 2080 носителей. Этническое население в 2013 году составило 3220 человек.
В 2020 году в городе Йеллоунайф были поставлены двуязычные дорожные знаки стоп на английском и догриб. В 2022 году переводчики с догриб были задействованы 32 раза в Комиссии по оказанию правовой помощи, 2 раза в Офисе государственного попечителя, 13 раз в суде (в Бечоко и Уоти).
Правительство Северно-Западных территорий регулярно устраивает мероприятия в поддержку языка, например переводит на догриб выставки и памятные знаки, обучает студентов словам на языке, организовывает рассказы историй на догрибе и записывает рекламы на радио на догрибе. Также правительство каждый год публикует информацию про усилия по возрождению языка.

## Диалекты
Выделяется диалект вилидех (догриб Wıı̀lıı̀deh Yatıı̀), на котором говорят в Йеллоунайф. Диалект развился в XIX веке, после того как носители чипевайана начали изучать догриб. Таким образом диалект перенял некоторые черты чипевайана — например, следующие формы желательного наклонения глагола «петь» заимствованы из чипевайана с переходом u в ı:
| Догриб | Вилидех | Чипевайан | Перевод        |
| ------ | ------- | --------- | -------------- |
| wehjı̨  | ıhjı̨    | husjën    | спою-ка я      |
| wı̨jı̨   | ı̨jı̨     | hųjën     | спой-ка ты     |
| wejı̨   | ıjı̨     | hujën     | пусть он споёт |

В диалекте также есть лексические заимствования из чипевайана — например, «яблоко» и «комар» вместо jı̀e cho и kw’ı, соответственно, на диалекте звучат как madzaà (из bądzaghé в чипевайане) и dejı̀ı (из dejúle в чипевайане).

## Письменность
Письменность языка догриб — на латинской основе. В алфавите 41 буква:
| ʔ ɂ   | A a   | B b     | Ch ch | Ch’ ch’ | D d | Dl dl | Dz dz | E e     | G g |
| Gh gh | Gw gw | H h     | I i   | J j     | K k | K’ k’ | Kw kw | Kw’ kw’ | L l |
| Ł ł   | M m   | Mb mb   | N n   | Nd nd   | O o | R r   | S s   | Sh sh   | T t |
| T’ t’ | Tł tł | Tł’ tł’ | Ts ts | Ts’ ts’ | W w | Wh wh | X x   | Y y     | Z z |
| Zh zh |       |         |       |         |     |       |       |         |     |

Назализация гласных обозначается огонэком под буквой. Низкий тон на письме обозначается грависом над гласной, тогда как высокий тон на письме не помечается.
Буква ⟨i⟩ иногда пишется как ⟨ı⟩; в частности, всегда без точки, если есть огонэк.

## Лингвистическая характеристика

### Фонетика и фонология
В языке догриб 41 звук, из них 37 согласных и 8 долгих и кратких гласных.
Согласные звуки языка догриб:
|               | Губные      | Губные | Альвеолярные | Альвеолярные | Альвеолярные | Альвеолярные | Палато-альв. | Палато-альв. | Палат. | Палат. | Велярные | Велярные | Велярные | Велярные | Глотт. | Глотт. |
| Центральные   | Центральные | Губные | Боковые      | Боковые      | Обычные      | Обычные      | Палато-альв. | Палато-альв. | Палат. | Палат. | Лабиал.  | Лабиал.  |          |          | Глотт. | Глотт. |
| ------------- | ----------- | ------ | ------------ | ------------ | ------------ | ------------ | ------------ | ------------ | ------ | ------ | -------- | -------- | -------- | -------- | ------ | ------ |
| Носовые       | [m]         | ⟨m⟩    | [n]          | ⟨n⟩          |              |              |              |              |        |        |          |          |          |          |        |        |
| Взрывные      |             |        | [tʰ]         | ⟨t⟩          |              |              | [tʃʰ]        | ⟨ch⟩         |        |        | [kʰ]     | ⟨k⟩      | [kʷ]     | ⟨gw⟩     |        |        |
| Взрывные      | [p]         | ⟨b⟩    | [t]          | ⟨d⟩          |              |              | [tʃ]         | ⟨j⟩          |        |        | [k]      | ⟨g⟩      | [kʷʰ]    | ⟨kw⟩     | [ʔ]    | ⟨ʔ⟩    |
| Взрывные      |             |        | [tʼ]         | ⟨t’⟩         |              |              | [tʃʼ]        | ⟨ch’⟩        |        |        | [kʼ]     | ⟨k’⟩     | [kʷ’]    | ⟨kw’⟩    |        |        |
| Взрывные      | [ᵐb]        | ⟨mb⟩   | [ⁿd]         | ⟨nd⟩         |              |              |              |              |        |        |          |          |          |          |        |        |
| Аффрикаты     |             |        | [tsʰ]        | ⟨ts⟩         | [tɬʰ]        | ⟨tł⟩         |              |              |        |        |          |          |          |          |        |        |
| Аффрикаты     |             |        | [ts]         | ⟨dz⟩         | [tɬ]         | ⟨dl⟩         |              |              |        |        |          |          |          |          |        |        |
| Аффрикаты     |             |        | [tsʼ]        | ⟨ts’⟩        | [tɬʼ]        | ⟨tłʼ⟩        |              |              |        |        |          |          |          |          |        |        |
| Фрикативные   |             |        | [s]          | ⟨s⟩          | [ɬ]          | ⟨ł⟩          | [ʃ]          | ⟨sh⟩         |        |        | [x]      | ⟨x⟩      | [xʷ]     | ⟨wh⟩     | [h]    | ⟨h⟩    |
| Фрикативные   |             |        | [z]          | ⟨z⟩          |              |              | [ʒ]          | ⟨zh⟩         |        |        | [ɣ]      | ⟨gh⟩     |          |          |        |        |
| Аппроксиманты |             |        | [ɹ]          | ⟨r⟩          | [l]          | ⟨l⟩          |              |              | [j]    | ⟨y⟩    | [w]      | ⟨w⟩      |          |          |        |        |

Гласные звуки языка догриб:
|                | Передние  | Средние   | Задние  |
| -------------- | --------- | --------- | ------- |
| Верхние        | [i] ⟨i⟩   |           |         |
| Верхние        | [iː] ⟨ii⟩ |           |         |
| Средне-верхние | [e] ⟨e⟩   |           | [o] ⟨o⟩ |
| Средне-верхние | [eː] ⟨ee⟩ | [oː] ⟨oo⟩ |         |
| Нижние         |           | [ä] ⟨a⟩   |         |
| Нижние         | [äː] ⟨aa⟩ |           |         |

Гласные могут быть долгими и краткими, а также носовыми. Различается высокий и низкий тоны.

### Морфология
Догриб чаще использует приставки, чем суффиксы.

#### Существительное
Для обозначения принадлежности существительных используются приставки; пример со словом yatiı̀ «язык»:
|        | ед. ч.  | мн. ч.    |
| ------ | ------- | --------- |
| 1 лицо | seyatiı̀ | goyatiı̀   |
| 2 лицо | neyatiı̀ | naxiyatiı̀ |
| 3 лицо | weyatiı̀ | giyatiı̀   |

Приставка go- «наш» используется для частей тела и членов семьи.

#### Глагол
Глаголы спрягаются по трём числам и трём лицам. Они согласуются как с субъектом, так и с объектом, спряжение также может отличаться в зависимости от одушевлённости субъекта. Также различаются виды и наклонения.
Глаголы догриб используют интерфиксы для обозначения лица и числа, как например в глаголе «кушать» (shètı̨):
|        | ед. ч. | дв. ч. | мн. ч.    |
| ------ | ------ | ------ | --------- |
| 1 лицо | sèhtı̨  | sèdı̀tı̨ | sèts’ezhe |
| 2 лицо | sènetı̨ | sèahtı̨ | sèahzhe   |
| 3 лицо | sètı̨   | sègetı̨ | sègezhe   |

В некоторых глаголах для выражения лица и числа используются приставки, как например в глаголе «пить»:
|        | ед. ч. | дв. ч.      | мн. ч. |
| ------ | ------ | ----------- | ------ |
| 1 лицо | ehdǫ   | wıı̀dǫ dıı̀dǫ | ts’edǫ |
| 2 лицо | nedǫ   | ahdǫ        | ahdǫ   |
| 3 лицо | edǫ    | gedǫ        | gedǫ   |

Будущее время в языке обозначается частицей ha, которая ставится сразу после глагола. Показатель прошедшего времени глаголов, ı̨lè, не является обязательным, так как на прошедшее время повествования указывают временные наречия или контекст. По этой причине исследователи не считают прошедшее время одним из грамматических времён догриб. Эта частица используется чаще для того, чтобы показать продолжительность действия в прошлом:
1. Cheko ehłı̨ ekò, sehtsèe xè nàhzè «Когда я был мальчиком, я пошёл на охоту со своим дедушкой»;
2. Cheko ehłı̨ ekò, sehtsèe xè nàhzè ı̨lè «Когда я был мальчиком, я ходил на охоту со своим дедушкой».

Отрицание глаголов показывается клитикой -le: Hanì-ı̨dè k’achı̨ bebìa lats’ı̨ı̨t’e ha-le «дабы мы не были более младенцами» (Еф. 4:14).
Пример отличия в спряжении в зависимости от одушевлённости подлежащего:
1. Eyı dǫ sı̨làı tegeètł’ı «Эти пять мужчин упали в воду»;
2. Eyı kwe sı̨làı teètł’ı «Эти пять камней упали в воду».

Пример согласования с субъектом и объектом: Nezı̨ı̨̀ xaàsenı̨ı̨to «Ты хорошо научил меня», где se — показатель объекта 1 лица единственного числа.
Показатель одушевлённого объекта 3 лица множественного числа — приставка gi-: Gısınìyaahtì nı̨dè «Если ты будешь судить их».
В каузативах перед корнем глагола добавляется буква ⟨h⟩: eht’è «готовить», ehtsı̨ «делать». В переходных глаголах используется интерфикс -ye-. Показатель реципрока — (e)łe: Dałets’eeke «Мы спросили друг друга». Эпистемическая модальность обозначается частицей welì: Ekwò ghǫ sègeze welì ahxǫ «они могут есть карибу». Усечённое наклонение использует частицу welè: Amìı wedzıì gòhłı̨ı̨ sìı eèhkw’ǫ welè «Кто имеет уши слышать, да слышит!» (Мф. 13:9).

#### Прилагательное
Прилагательные в догриб являются небольшим лексическим классом. В отличие от существительных, которые изменяются по принадлежности, и глаголов, которые изменяются по виду и в которых отражается согласование субъекта и объекта, прилагательные не изменяются. Большинство из того, что в других языках выражается прилагательными, в языке догриб выражается при помощи глаголов состояния, однако прилагательные в догриб существуют и могут быть как предикативом, так и определением; от глаголов состояния они отличаются, прежде всего, тем, что не изменяются.
В предложении с прилагательным глагол-связка необходим только тогда, когда субъект одушевлён:
| Madlę                            | edı                              | edı                              | elı̨                              |  | Dıı dzęę            | edı                 |
| Мадлен                           | горячий                          | горячий                          | связка                           |  | сегодня             | жаркий              |
| У Мадлен лихорадка               | У Мадлен лихорадка               | У Мадлен лихорадка               | У Мадлен лихорадка               |  | Сегодня жаркий день | Сегодня жаркий день |
| Chekoa                           | į̀į̀zha                            | gı̨ı̨lı̨                            | dìì                              |  | Sı̨là                | eya                 |
| дети                             | стеснительный                    | связка                           | действительно                    |  | моя рука            | больной             |
| Дети действительно стеснительные | Дети действительно стеснительные | Дети действительно стеснительные | Дети действительно стеснительные |  | У меня болит рука   | У меня болит рука   |

В сложных предложениях может использоваться несколько связок:
| Eya                               | ehłı̨   | t’à     | edı     | ehłı   |
| Больной                           | связка | так как | горячий | связка |
| Я болен, так как у меня лихорадка |        |         |         |        |

#### Местоимение
Используются включительная и исключительная формы «мы» («мы с тобой» и «мы без тебя»).

### Лексика
Лексически догриб похож на язык слэйви. В частности, лексическое сходство догриб с южным слэйви составляет 84 %, тогда как с северным — 82 %.
Догриб также тесно связан с языком чипевайан. В частности, догриб взаимопонятен со слэйви и чипевайан.
|           | «моя рука» | «она сидит» | «два» | «снег»    |
| --------- | ---------- | ----------- | ----- | --------- |
| догриб    | sı̨là       | wheda       | nàke  | zhah, zah |
| слэйви    | sı̨lá       | wheda       | náke  | zha, ya   |
| чипевайан | sı̨lá       | theda       | náke  | yath      |

### Синтаксис
Догриб — агглютинативный полисинтетический язык с вершинным маркированием. Обычный порядок слов — SOV.

## История
Исторически догриб имел тесные связи со слэйви (особенно северным).
В 1850—60-х годах среди тличо началась римско-католическая миссионерская миссия. Сёстры милосердия и отец Эмиль Фортюне Станислас Жозеф Петито (фр. Émile Fortuné Stanislas Joseph Petitot) в 1862 году собрали и записали народные предания тличо, а также чипевайан, слэйви и гвичин на их родных языках. Он также начал работу над словарём для догриб. В вводной части своего словаря для чипевайан, слэйви и гвичин, опубликованном в 1876 году, отец Эмиль оставил описание фонетики и грамматики языка.
Католическая миссия среди коренных народов привела к лингвоциду, в частности общение на родном языке наказывалось в католических школах. Подобные меры действовали ещё в XX веке. Например, носительница слэйви Алис Блонден-Перрен (фр. Alice Blondin-Perrin), посещавшая католическую школу в Форт-Резолюшн в 1952—1959 годах, вспоминала как носители слэйви, догриб и чипевайан были вынуждены выучить английский, а при окончании школы многие забывали родные языки. Согласно её воспоминаниям, говорение на родном языке физически наказывалось с четырёх лет.
Изначально язык рассматривался как диалект слэйви. Слэйви сам рассматривается либо как группа языков, либо как языковой континуум, состоящий из двух идиомов: северного и южного слэйви. В частности, в акте об официальных языках Северо-Западных территорий северный и южный слэйви указаны как отдельные языки. Догриб имеет также сильное лексическое сходство со слэйви и часто рассматривается как ближайший родственник слэйви. По этим причинам в классификации североамериканских языков Эдуарда Сепира, предложенной в 1964 году, догриб считался одним из диалектов слэйви.
В 1982 году напечатана грамматика языка. В 1986 году был подготовлен словарь существительных. В 1987—1989 годах правительство Северо-Западных территорий организовало проект по стандартизации правописания коренных языков. Было решено использовать двойные гласные для обозначения долгих гласных.
В 1992 году первые учителя догриб закончили программу подготовки учителей в Бичоко, а в 1996 году был издан словарь. В 2003 году на язык был переведён Новый Завет, а также были создана аудиоверсия. Кроме того, на язык перевели фильм Иисус.
В поправке к акту об официальных языках в 2003 году название догриб (англ. Dogrib) было изменено на тличо (англ. Tłįchǫ) — самоназвание народа. Это же название ныне используется и для всех официальных наименований, связанных с народом, например для правительства тличо. В 2003 году также было подписано соглашение между самоуправлением тличо и правительством Северо-Западных территорий, согласно которому правительство тличо имеет право защищать и продвигать язык и культуру тличо, в частности преподавать язык в школах, а также использовать догриб в правительстве тличо.
Отец Жан Поша (фр. Jean Pochat) из Бечоко выступает за использование догриб в церковных служениях. Благодаря его усилиям язык используется в церквях Бечоко, которые посещают около 400 человек.